# 한국폴리텍대학 바이오캠퍼스
한국폴리텍대학 바이오캠퍼스(韓國폴리텍大學 바이오캠퍼스, Korea Polytechnics Bio Campus)는 대한민국의 국내 최초 바이오 특성화 기능대학이다.

## 연혁
- 2005년 11월 바이오기능대학 설립인가
- 2006년 3월 한국폴리텍 바이오대학으로 명칭변경
- 2006년 5월 한국폴리텍 바이오대학 개교식
- 2008년 3월 의생명동물과 학과 신설
- 2013년 3월 의생명동물과 → 생명의약분석과로 학과명 변경
- 2013년 3월 바이오나노소재과 학과 신설

## 개설학과

#### 바이오배양공정과(Dept. of Bioprocess Technology)
- 미생물 및 동물세포배양, 단백질분리정제, 제형제제에 대한 기술인력 양성
- 특징 : 생물체가 지닌 기능 / 정보를 활용하여 유용물질을 생산하는 기술
- 전략분야 중 가장 빠른 발전이 예상되는 고부가 가치 지식산업
- 시장규모가 급속히 성장하고 있으며, 2010년까지 G7수준 도달
- 배양공정 분야 : 바이오 지식 + 고도의 숙련된 기술 경력이 쌓일수록 가치 상승

#### 바이오식품분석과(Dept. of Biofood Analysis)
- 건강기능식품소재개발, 제과제빵, 전통식품의 과학화 기술인력 양성
- 식품소재 및 기능성 개발
- 전통식품의 특성화
- 활성 및 효능 분석
- 식품 제조공정 및 유통
- 식품안전관리 등의 전사적 실무형 이론과 기술을 습득하고, 미래지향적 바이오 식품산업을 준비하는, 바이오식품 전문기술인력 양성

#### 바이오품질관리과(Dept. of Quality Control)
- 화장품, 의약품, 식품의 QC 및 QA 인력 양성
- 제약, 식품, 건기식, 향장품 등 바이오산업 전반에 관한 기초지식을 이해
- 제품개발, 원료처리, 생산공정, 포장공정 등 바이오산업 제반공정에 대한 소양을 배양
- 미생물, 이화학, 관능 등 바이오산업과 관련된 과학기반 지식과 분석기술을 습득
- 바이오산업에서의 품질관리 시스템을 이해하고 응용할 수 있는 소양을 함양
- 바이오산업 유관 자격, 면허를 취득할 수 있는 자질과 능력을 배양

#### 바이오생명정보과(Dept. of Bioinfomatics)
- 유전공학기술(유전자클로닝, PCR, 염기서열결정, 핵산합성 등)
- 유전자분석기술(DNA칩제조, 바이오데이터분석 및 관리 기술 등)을 지닌 전문인력 양성

#### 생명의약분석과(Dept. of Bio Medical Analysis)
- 바이오산업의 꽃인 신약개발에 필요한 바이오핵심기술과 실험동물 활용기술 보유한 전문기술인력 양성
- 전망
  - 건강과 수명연장에 대한 관심은 신약개발에 대한 투자/관심이 폭발적으로 증대되고 있음
  - 개발된 후보 신약의 효능과 독성 평가에 절대적인 동물실험에 대한 수요도 역시 동반하여 폭발적으로 증가하고 있음
- 주요교육내용
  - 생명시약(실험동물)에 대한 올바른 이해(동물복지/윤리, 동물법규, 해부/생리, 번식관련 실무 등)
  - 실험동물/시설 관리/유지 및 운영기술 습득(동물번식/육종, 질병/위생관련기술, 사육시설 유지/운영기술 등)
  - 다양한 동물실험기법 및 기초 수술기법 습득(보정, 투약(주사), 채혈, 해부/부검, 기초수술 기법 등)
  - 실험동물을 이용한 각종 독성/효능 분석평가 및 실험실내 응용기술 습득
  - 바이오연구에 필요한 핵심 기초 실무 기술(PCR, 유전자검사, 유전자분석 등)

#### 바이오나노소재과(Dept. of Bio-nanomaterials)
- 바이오기술(BT)과 나노기술(NT)을 습득하여 바이오·제약, 기능성 바이오소재 및 나노신소재 분야에 필요한 바이오의약품 및 정밀화학 의약품 제조·분석 및 안전관리 핵심 기술을 갖춘 전문기술인력 양성
- 국가 미래신성장동력분야인 바이오·제약 산업수요를 고려하여 특성화분야로 2023년 학과를 개편하여, 바이오·제약 관련 산업체에서 필요로 하는 우수한 기술 인력을 양성하는 학과로 선정되었다.
- 주요 전공영역
  - RNA 백신 제조를 위한 RNA의 생산 및 분석기술
  - 약물 표적 기술의 핵심인 항체-약물 접합체(ADC) 및 지질나노입자(LNP) 제조 및 분석기술
  - 미생물 또는 동물세포 배양을 바탕으로 유전자와 단백질의 추출 및 정제, 분석 기술
  - 원료의약품, 화장품, 식품의 생산에 필요한 기초 소재 합성 및 정제 기술
  - 바이오·제약 분야 제조 및 분석 현장에 필요한 안전관리 기술 습득
- 취업분야(제품제조 및 제품분석 부서)
  - 바이오의약품, 합성의약품
  - 화장품, 정밀화학
  - 바이오에너지, 바이오진단
  - 바이오나노 및 나노정밀화학 소재 개발 및 생산하는 기업의 연구소
- 주요 취업처(必정규직)
  - 삼성바이오로직스, 셀트리온, SK바이오사이언스, SK바이오텍, CJ제일제당, CJ제일제당블로썸파크, CJ바이오사이언스, 대웅제약, 동아ST, 동아제약, 에스텍파마, GC녹십자, 녹십자셀, LG화학, 동아제약, 종근당바이오, HK이노엔, 포스코리튬솔루션, 에이프로젠, 바이오노트 등